# Wilhelm Wilhelmi (Schauspieler)
Wilhelm „Willy“ Wilhelmi, eigentlich Wilhelm Kümmerer (12. Juli 1850 in Olmütz – 24. Januar 1928 in Altona) war ein deutscher Theaterschauspieler.

## Leben
Wilhelm, der Sohn eines Kaufmanns, dessen Entschluss Schauspieler zu werden bereits seit seiner Jugend feststand, trat zunächst in ein Bankgeschäft ein.
Sein Debüt gab er am 1. Juni 1870 in Teplitz-Schönau, Böhmen. Danach war er am Strampfertheater in Wien, in Salzburg, am Viktoriatheater Berlin als Nachfolger August Weihrauchs, am Deutschen Theater in Pest, von 1876 bis 1880 in Breslau am Lobetheater zu Adolph L’Arronge, von 1880 bis 1886 am Residenztheater in Berlin und ab 1887 am Altonaer Stadttheater zu Bernhard Pollini, wo er am 1. September 1886 in Gustav von Mosers Lustspiel Der Hypochonder debütierte und er bis zu seinem Tod am 24. Januar 1928 verblieb, nach 60 Jahren Bühnentätigkeit und nahezu 42 Jahren am Altonaer Stadttheater.
Erwähnenswerte Rollen waren „Piepenbrink“, „Monsieur Herkules“, „Dr. Crusius“, „Theaterdirektor Striese“,  „Winkelmann“ in Schmetterlingsschlacht, „Hauderer“, „Registrator auf Reisen“, „Faust“ in Minna von Barnhelm, „Habakuk“ in Talisman etc. Er war zudem Ehrenmitglied des Altonaer Stadttheaters.